# Río Thelon
El río Thelon (del inuktitut: Akilinik ‘«del otro lado»’) es el más largo del Canadá, nace en el lago Whitefish, en los Territorios del Noroeste y discurre hacia el este hasta desembocar en el lago Baker, en Nunavut. En última instancia, desemboca en la bahía de Hudson, en el Chesterfield Inlet. Tiene una longitud aproximada de unos 900 km, drenando una cuenca de 142 400 km² (superficie equivalente a países como Tayikistán o Bangladés y mayor que Grecia).

## Geografía
La fuente más alejada del río está, sin embargo, en uno de sus afluentes, el (largo) río Dubawnt, de 842 km, que desemboca en el Thelon en el lago Aberdeen. Formando así el sistema conjunto conocido como Thelon-Dubawnt que alcanza más de 1280 km.
El tramo del río que discurre desde Warden’s Grove, a 50 km de la confluenca con el Hanbury, hasta el lago Baker, de aproximadamente 545 km, fue declarado en 1990 integrante del Sistema de ríos del patrimonio canadiense.